# Patná
Patná (Patna) é a capital do estado de Bihar, na Índia. Localiza-se nas margens do Rio Ganges. Também é cortada pelos rios Sone, Gandak e Punpun. Patná é a 14ª cidade mais populosa da Índia, com aproximadamente 1 800 000 habitantes e a 168ª mais populosa no mundo. É a segunda maior cidade do nordeste da Índia, perdendo apenas para Calcutá.

## Economia
A economia de Patná é baseada no serviço industrial local. Patná tem o maior produto interno bruto per capita do estado de Bihar: 31,441.